# Jim Dinn

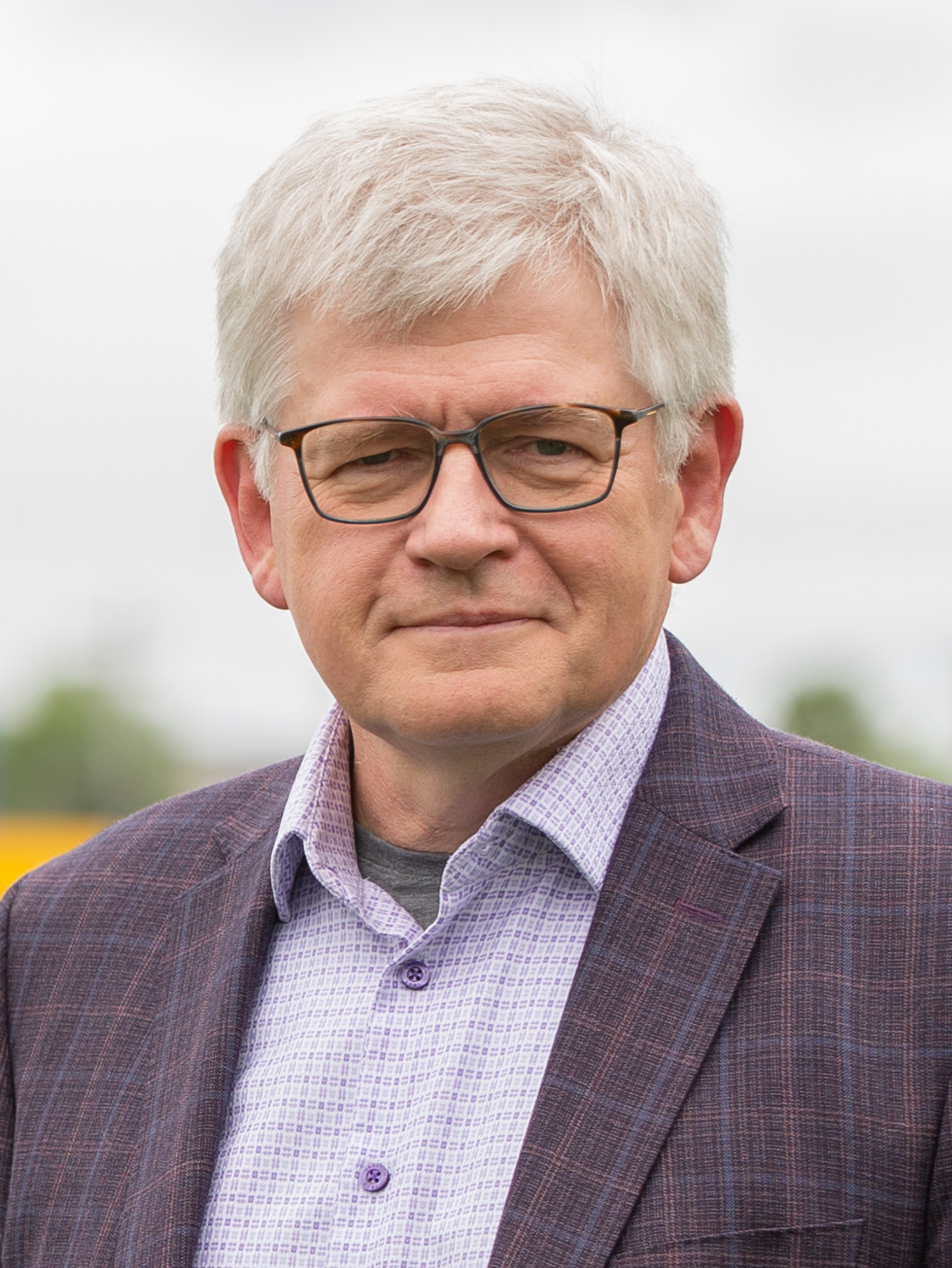
Jim Dinn

James Gerard Dinn (* 1960 in St. John’s, Neufundland und Labrador) ist ein kanadischer Politiker, der seit dem 19. Oktober 2021 Vorsitzender der Newfoundland and Labrador New Democratic Party ist. Seit dem 16. Mai 2019 ist er Abgeordneter des Abgeordnetenhaus von Neufundland und Labrador für den Wahlkreis St. John’s Mitte.

## Leben und Karriere
Dinn wurde 1960 in St. John’s, Neufundland, geboren. Dinns Bruder Paul Dinn ist Abgeordneter des Abgeordnetenhauses von Neufundland und Labrador für den Wahlkreis Topsail-Paradise als Mitglied der konservativen Progressive Conservative Party of Newfoundland and Labrador.
Bevor Dinn Politiker wurde, war er Lehrer. Er erhielt einen Bachelorabschluss in Pädagogik von der Memorial University of Newfoundland und einen Masterabschluss in Pädagogik von der Mount Saint Vincent University. Von 2013 bis 2017 war er Präsident der Newfoundland and Labrador Teachers' Association, der Gewerkschaft, die die Lehrer in der Provinz vertritt.
Bei der Provinzwahl 2019 wurde Dinn für den Wahlkreis St. John’s Mitte in das Abgeordnetenhaus von Neufundland und Labrador gewählt. Er erhielt 46,93 % der Stimmen und besiegte damit den konservativen Kandidaten und ehemaligen Stadtrat von St. John’s, Johnathan Galgay. Er trat die Nachfolge des ehemaligen Parteivorsitzenden der New Democratic Party von Neufundland und Labrador, Gerry Rogers, als Abgeordneter für den Wahlkreis an.
Während seiner ersten Amtszeit unterstützte er einen Plan der Liberal Party of Newfoundland and Labrador, Geschwindigkeitsüberschreitungen durch den Einsatz von Radarkameras zu reduzieren. Sein Bruder Mike Dinn war 2009 beim Radfahren von einem Auto getötet worden.
Bei den Provinzwahlen 2021 wurde er mit einem verbesserten Ergebnis von 52,38 % der Stimmen wiedergewählt. Nach der Wahl trat Parteivorsitzende Allison Coffin am 19. Oktober 2021 zurück. Dinn wurde noch am selben Tag zum Interimsvorsitzenden der Partei ernannt. Am 16. Februar 2023 kündigte Dinn an, für den offiziellen Parteivorsitz zu kandidieren. Am 28. März 2023 wurde Dinn auf dem Parteitag zum Parteivorsitzenden ernannt.
Dinn und die New Democratic Party von Neufundland und Labrador waren die einzige Partei in der Provinz, die sich gegen das Offshore-Ölprojekt Bay du Nord aussprach. Stattdessen plädierte er dafür, die Abhängigkeit der Provinz von Öl und Erdgas zu verringern.